# بهشية ظلامية
البَهْشِيِّة الظلامية (باللاتينية: Ilex opaca) نوع نباتي يتبع جنس البهشية من الفصيلة البهشية.
موطنها شرق الولايات المتحدة الأمريكية.